# Protestas en Venezuela de 2025
Las protestas en Venezuela de 2025 fueron una serie de manifestaciones civiles iniciadas el 9 de enero en contra de la toma de posesión de Nicolás Maduro. La convocatoria fue anunciada el 5 de enero de 2025, María Corina Machado y Edmundo González en la plataforma X para una movilización nacional e internacional. 

## Convocatoria
El 5 de enero de 2025, María Corina Machado y Edmundo González anunciaron en la plataforma X una convocatoria para una movilización nacional e internacional programada para el 9 de enero de 2025. El Comando con Venezuela instauró el lema "Gloria al Bravo Pueblo" y utilizó los hashtags #CaminoALaLibertad y #HastaElFinal. El 7 de enero, en una rueda de prensa oficial de Vente Venezuela, Machado confirmó que las concentraciones iniciarán a las 10:00 a. m. a nivel nacional. Desde el Comando, la convocatoria incluyó puntos de concentración en todas las entidades federales de Venezuela, al igual que a nivel internacional, incluyendo a 17 países de las Américas. 18 de Europa, Asia (India, Japón y Malasia), África (Egipto y Guinea-Bisáu) y Oceanía (Australia y Nueva Zelanda).

## Manifestaciones
Las primeras movilizaciones en Venezuela, iniciaron entre las 9:50 a. m. y 11:00 a. m. del 9 de enero en La Concordia, Táchira; Sucre, Zaraza y Caracas. El primer episodio de represión se registró en el municipio San Diego, en la ciudad de Valencia, estado Carabobo, alrededor de las 9:55 en donde la Guardia Nacional Bolivariana, junto a la policía estatal y la policía municipal, utilizaron gases lacrimógenos contra los manifestantes que se encontraban concentrados en la zona de manera pacífica. A horas de la mañana en Maracaibo, varios habitantes reportaron una fuerte presencia militar en las inmediaciones de la Plaza de la República y el casco central de Maracaibo por miembros de la GNB.
Durante la manifestación en Caracas, María Corina se presentó en público después de más de cuatro meses de clandestinidad. En la manifestación, las fuerzas de seguridad desplegaron motocicletas, drones y francotiradores. Mientras se retiraba, María Corina fue interceptada, derribada de la moto en la que se trasladaba y detenida violentamente. También se detonaron armas de fuego. María Corina fue forzada a grabar varios videos y posteriormente fue liberada.
Por otra parte el ministro de Interior, Justicia y Paz, Diosdado Cabello, negó que se secuestrara a María Corina Machado y aseguró que se trataba de un «falso positivo», ya que los opositores no acudieron a las protestas convocadas por ella como lo tenía planeado. El presidente de la República de Colombia, Gustavo Petro, publicó un mensaje en X "El Mundo de las Fake News" haciendo alusión al hecho. Varios gobiernos latinoamericanos, incluyendo el de Argentina, el de Chile y el de Panamá rechazaron la detención y pidieron respeto a su integridad personal.
A nivel internacional, las protestas tuvieron lugar en Kuala Lumpur, Malasia y Tokio, Japón. Mientras que en Australia, las movilizaciones incluyeron Canberra, Tasmania y Perth. En Europa, hubo concentraciones en Países Bajos, Bélgica, Alemania y Suiza. Mientras que en Bruselas, una delegación del Partido Popular Europeo se concentró frente al Parlamento Europeo.

#### Abstención electoral
El 19 de enero de 2025 María Corina Machado en un mensaje de divulgado a través de redes sociales se refirió a las elecciones parlamentarias y regionales, la dirigente opositora llamó a no participar en los comicios asegurando que «Las elecciones fueron el 28 de julio (de 2024). Ese día el pueblo eligió (...). El resultado debe y va a ser respetado. Hasta que ese resultado no entre en vigor, no procede participar en elecciones de ningún tipo. Ir a votar una y otra vez sin que se respeten los resultados no es defender el voto, es desvirtuar el voto popular» dijo Machado.

## Respuesta del gobierno

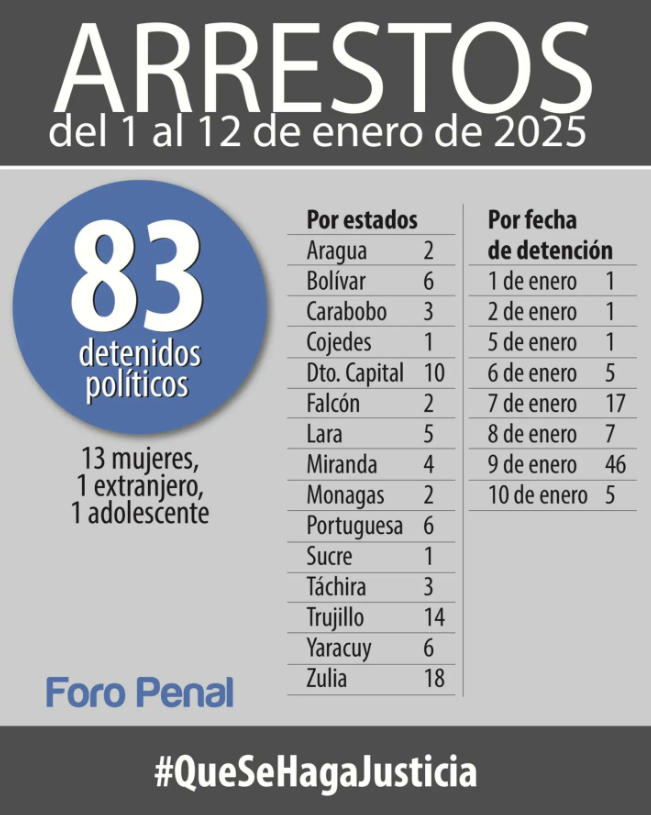
Saldo de detenidos ofrecido por la ONG Foro Penal en enero de 2025

### Militarización de Caracas
Desde antes de que comenzarán las protestas, entre los días 3 a 4 de enero el gobierno inició un operativo de seguridad días antes de la toma de posesión, con un despliegue de 1 200 efectivos de seguridad, entre ellos, funcionarios de la Dirección General de Contrainteligencia Militar (DGCIM) y del Servicio Bolivariano de Inteligencia Nacional (SEBIN) así mismo con funcionarios de la Guardia Nacional Bolivariana y la Policía Nacional Bolivariana apostados en el centro de Caracas e inmediaciones del Palacio de Miraflores.

### Detenciones
Durante el primer día de la jornada, la ONG Foro Penal reportó la detención de al menos 19 personas durante las manifestaciones, según informó las detenciones se llevaron a cabo en los estados Portuguesa (1), Yaracuy (3), Lara (1), Trujillo (1), Zulia (5), Monagas (2), Distrito Capital (2), Cojedes (1), y Aragua (1).
El 12 de enero, Foro Penal dio un segundo balance de 83 detenidos incluyendo a un extranjero, siendo la mayor parte ocurridas entre los días 7 y 9 de enero.

### Censura
VE Sin Filtro reporto que desde la madrugada del 9 de enero la red social TikTok, DNS públicos y demás docenas de páginas webs con servicios de VPN fueron bloqueados, según VE Sin Filtro «Los principales proveedores de servicio de Internet (ISP) de Venezuela han bloqueado los sitios web de al menos 21 servicios de VPN, con la intención de impedir su uso en el país. Esto ocurre, como en ocasiones anteriores, por órdenes del regulador de las telecomunicaciones en Venezuela, Conatel». También se reportó el bloqueo de Telegram: «El funcionamiento de la app móvil de Telegram está afectado también para muchos usuarios en diversos proveedores de Internet en Venezuela. En CANTV y G-Network hemos confirmado que la app está bloqueada».